# Marcha del Orgullo LGBT de París
La Marcha del Orgullo LGBT de París o Marche des Fiertés LGBT, es una marcha y festival que se lleva a cabo a finales de junio de cada año en París, Francia, para celebrar a las personas lesbianas, gays, bisexuales y transgénero (LGBT) y sus aliados.
El recorrido de la marcha comienza cada año en Tour Montparnasse y termina en la Plaza de la Bastilla. Tras el desfile la fiesta continúa en el barrio gay Marais.

## Historia

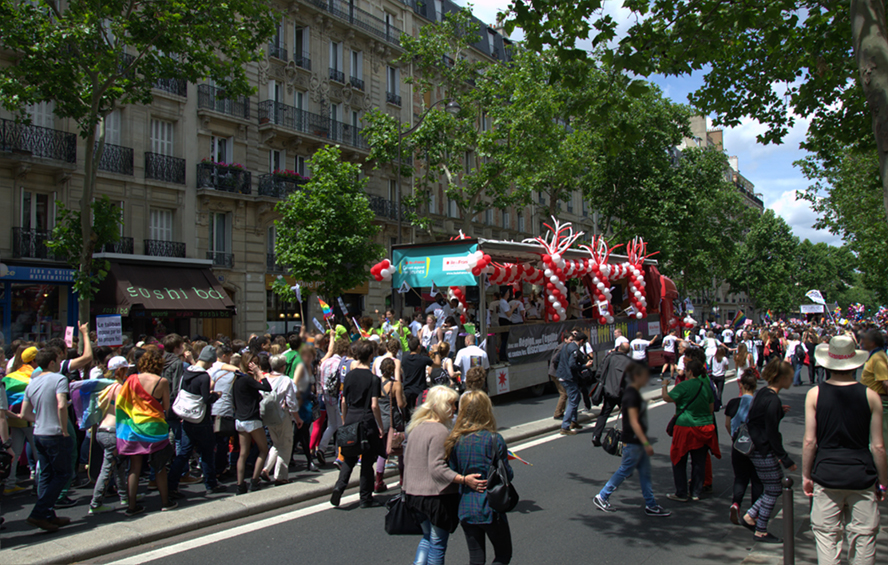
Orgullo LGBT de París de 2013

La primera marcha del orgullo gay en París se realizó el 26 de junio de 1977, reuniendo a alrededor de 400 personas. París fue el anfitrión del Europride en 1997.
En 2011 se estima que asistieron 36.000 personas al evento, cuyo tema fue "matrimonio igualitario".
El tema del evento en 2018 fue "discriminación en el deporte". Algunos asistentes criticaron este tema por pasar por alto problemas más importantes para la comunidad LGTB.
En 2021, se estima que asistieron al evento unas 30.000 personas.